# Eremomela usticollis
Eremomela usticollis е вид птица от семейство Cisticolidae.

## Разпространение
Видът е разпространен в Ангола, Ботсвана, Замбия, Зимбабве, Малави, Мозамбик, Намибия, Свазиленд и Южна Африка.